# Ямайка на летних Олимпийских играх 1972
Ямайка принимала участие в Летних Олимпийских играх 1972 года в Мюнхене (ФРГ) в седьмой раз за свою историю, и завоевала одну бронзовую медаль. Сборную страны представляли 12 женщин.

## Бронза
- Лёгкая атлетика, мужчины, 100 метров — Леннокс Миллер.